# Coenotephria detritata
Coenotephria detritata là một loài bướm đêm trong họ Geometridae.